# Bombo (pic)
Pour les articles homonymes, voir Bombo.
Le Bombo est une montagne du Mayombe. Elle sert de frontière internationale avec la ligne de partage des eaux le séparant du pic Kiama d’un côté, et la ligne séparant les bassins des fleuves Congo et Niari, entre la république du Congo et la république démocratique du Congo depuis 1885.